# David Cross (musicien)
Pour les articles homonymes, voir David Cross (homonymie) et Cross.
David Cross, né le 23 avril 1948 à Turnchapel près de Plymouth (Angleterre), est un musicien britannique. Outre le violon et l'alto, David joue également des parties de mellotron et de piano électrique. Il atteint sa réputation comme violoniste et claviériste au sein du groupe progressif britannique King Crimson, en 1973 et 1974.

## Biographie
Il joue avec King Crimson, sur les albums Larks' Tongues in Aspic en 1973 et Starless and Bible Black en 1974, puis il est sur l'album Red publié aussi en 1974 sur lequel il agit à titre d'invité. On retrouve sur cet album outre David au violon, d'anciens musiciens et collaborateurs du groupe, Ian McDonald et Mel Collins au saxophone, Robin Miller au hautbois et Marc Charig au cornet. David apparaît aussi sur l'album live USA sorti en 1975. Eddie Jobson y joue du violon sur deux pièces et du piano électrique sur une autre piste pour cet album. 
Par la suite, David joue avec le groupe Radius, avec lequel il enregistre cinq albums. Il grave aussi cinq albums solos, en plus du David Cross Band avec lequel il publie deux albums. En 2015, il produit un album avec Robert Fripp, Starless Starlight. Puis en 2016, il est sur l'album du trio Stick Men avec Tony Levin, Midori.

## Discographie

### King Crimson

#### Albums studio
- Larks' Tongues in Aspic (1973)
- Starless and Bible Black (1974)
- Red (1974)

#### Albums live
- USA (1975)
- The Great Deceiver (1992)
- The Night Watch (1997)

### Radius
- Arc Measuring (1988)
- Sightseeing (1989)
- Elevation (1992)
- There Is No Peace (1995)
- Civilisations (2000)

### Solo
- Memos from Purgatory (1989)
- The Big Picture (1992)
- Testing to Destruction (1994)
- Exiles (1997) - Avec Robert Fripp, John Wetton et Peter Hammill.
- Closer Than Skin (2005)

### Naomi Maki
- Unbounded (2006)

### David Cross Band
- Alive in the Underworld (2008)
- Sign of the Crow (2016)

### Andrew Keeling
- English Sun (2009)

### Collaborations
- Alan Aldridge, William Plomer - Judi Dench, Michael Hordern/Rod Edwards, Roger Hand – The Butterfly Ball And The Grasshopper's Feast  (1975)
- Clearlight: Forever Blowing Bubbles (1975)
- Paul Egan: Island of Dreams (1978)
- Shock Headed Peters: Life Extinguisher EP (1986)
- Low Flying Aircraft: Low Flying Aircraft (1987)
- Danielle Dax: Blast The Human Flower (1990)
- Jade Warrior : Distant Echoes (1993)
- Rime of the Ancient Sampler : A Mellotron Compilation (1993)
- Joe Hisaishi : Chijou no Rakuen (1994)
- Tagliapietra, Pagliuca & Marton Featuring David Cross : Prog Exhibition 2010 (Live In Rome) (2014)
- David Cross & Robert Fripp : Starless Starlight (2015)
- Stick Men + featuring David Cross : Live in Tokyo (2015) - 2 CD
- Stick Men + featuring David Cross : Midori (2016)
- David Cross & Sean Quinn: Cold Sky Blue (2016)
- David Cross & David Jackson: Another Day (2018)
- David Cross & Andrew Booker: Ends Meeting (2018)
- John Hackett & Marco Lo Muscio Duo feat. Steve Hackett, David Jackson, David Cross:On The Wings Of The Wind (2019)
- David Cross & Peter Banks : Crossover (2020) (Cherry Red Records)